# Stary cmentarz żydowski w Prudniku
Stary cmentarz żydowski w Prudniku – nieistniejący kirkut społeczności żydowskiej niegdyś zamieszkującej Prudnik.

## Historia
Nie znane są dokładne początki żydowskiego osadnictwa w Prudniku, jednak według dokumentów w 1534 mieszkało w nim 25 Żydów.
W 1535 Długi Mojżesz, Dawid Stary i Kaufmann wystosowali wniosek w imieniu gminy żydowskiej do rady miejskiej Prudnika w celu założenia pierwszego cmentarza żydowskiego na terenie miasta. Radni miejscy przyznali Żydom w 1541 grunt pod kirkut w cenie 40 guldenów. Grunt ten znajdował się na tak zwanej „Górze Piaskowej”, znajdującej się obecnie na terenie Jasionowego Wzgórza przy ul. Wiejskiej.
Stosunek władz miasta do społeczności żydowskiej przybrał bardziej negatywny wydźwięk po przybyciu do miasta dużej grupy Żydów z Korony Królestwa Polskiego w 1559. W 1570 cesarz Rudolf II Habsburg wygnał z Prudnika 28 rodzin żydowskich. Niektórzy z nich przeprowadzili się do Białej.
Żydzi wrócili do Prudnika w 1812, jednak nie chowali zmarłych na cmentarzu na Górze Piaskowej. Przez kilkadziesiąt lat wywozili ich na cmentarz w Białej. Nowy cmentarz został założony w 1860 przy ul. Kolejowej 40.